# Sørvágsvatn
Sørvágsvatn (eller Leitisvatn) är den största sjön på Färöarna. Sjön ligger på ön Vágar mellan kommunerna Sørvágs och Miðvágs.
Sjön täcker en yta på 3,47 km² och är mer än tre gånger större än Färöarnas näst största sjö, Fjallavatn, som även den ligger på Vágar.
Sjön är unik såtillvida att den skjuter ut ovanför havet i Vágafjørður.